# Adolfo de Abel Vilela
Adolfo de Abel Vilela   (Lugo, 13 de juny de 1946) és un polític i historiador gallec, diputat al Parlament de Galícia en la I Legislatura.

## Biografia
Va fer estudis tècnics i humanística a Lugo, Santiago i Madrid. És enginyer tècnic agrícola, graduat en Arts Aplicades, llicenciat en geografia i història en l'especialitat d'art modern i contemporani i doctor en geografia i història. També s'ha dedicat a la gravació i a l'estampació. Va fer la seva primera exposició el 1966 a la seva ciutat natal, i s'han representat obre seves a diverses galeries de Lugo, Madrid, Puerto Rico, Montevideo i Nova York, entre d'altres.
Des de 1973 fins a la seva jubilació (en 2006) exercí com a professor de ciències naturals en instituts d'educació secundària de Lugo. A finals dels anys seixanta publicà el seu primer article a El Progreso. Posteriorment va emetre un programa de divulgació agrícola en la Radio Popular de Lugo, i el setmanal, Os galegos na historia, a la Radio Televisión de Galicia. També fou un dels fundadors de la revista Fronte e Cocote.
En 1977 inicià la seva activitat política dins Alianza Popular, partit del que en fou membre del Comitè Regional de Galícia i de la Junta Nacional. A les eleccions al Parlament de Galícia de 1981 fou el cap de llista per la província de Lugo, ocupant el càrrec de president de la comissió d'Educació i Cultura. També fou delegar de la conselleria de Cultura a Lugo (1986). El 1987 abandona AP e ingresa en Coalició Gallega, i va ser director general de Política Lingüística (1987-1989). Després de la conversió de CG en una força testimonial va organitzar la seva pròpia formació política, la Converxencia Nacionalista Galega de la qual fou secretari general.

## Principals obres en solitari
- 1973. Origen de las edificaciones adosadas a la muralla de Lugo. Lugo: Ed. do autor. ISBN 978-84-400-7416-4.
- 1974. De la Constitución de 1837 al derrocamiento del sistema tributario. Lugo: Ed. do autor. ISBN 978-84-400-8082-0.
- 1975. 200 años de obras y restauraciones en la muralla de Lugo. Lugo: Ed. do autor ISBN 978-84-400-8604-4
- 1975. Guia de las Murallas Romanas de Lugo. Madrid: Ministerio de Educación, Cultura y Deporte. ISBN 978-84-369-0386-7.
- 1975. Ciencias de la naturaleza. Primer grado de Formación Profesional. Lugo: Ed. do autor. ISBN 978-84-400-8381-4.
- 1975. Guía arqueológica romana de Lugo y su provincia. ISBN 978-84-400-9063-8.
- 1981. Cousas de Lugo, 1. Lugo: Ed. do autor. ISBN 978-84-300-4402-3.
- 1981. Temas lugueses, el bimilenario. Lugo: Ed. do autor. ISBN 978-84-300-4153-4.
- 1983. Personajes Reales en Lugo. Sada: Ediciós do Castro. ISBN 978-84-7492-164-9.
- 1984. Cousas de Lugo. Lugo: Ed. do autor. ISBN 978-84-398-1514-3.
- 1985. Cincuenta años de Formación Profesional en Lugo (1932-1981). Lugo: Ed. do autor. ISBN 978-84-398-4191-3.
- 1989: Antropología cultural gallega. Santiago de Compostela: Fundación Alfredo Brañas. ISBN 978-84-88051-31-8.
- 1989. O marqués de Sargadelos, Antonio Raimundo Ibáñez. Editorial Ophiusa. ISBN 978-84-88835-08-6.
- 1996. Historia e antropoloxía da cultura pesqueira en Galicia. Santiago de Compostela: Fundación Alfredo Brañas. ISBN 978-84-88051-58-5.
- 1996. Urbanismo y arquitectura en Lugo. Sada: Ediciós do Castro. ISBN 978-84-7492-783-2.
- 1996. Guía de la muralla romana de Lugo. Lugo: Ed. do autor. ISBN 978-84-605-5056-3.
- 1998. Manuel Abelenda (1889-1957). A Coruña: Fundación Pedro Barrié de la Maza. ISBN 978-84-89748-21-7. Sinopse
- 1999. A pompa funeral e festiva como exaltación do poder. Madrid: Consejo Superior de Investigaciones Cientificas. ISBN 978-84-00-07736-5
- 2002. La concetración de los medios de comunicación social en el derecho español y comunitario. Madrid: Editorial Marcial Pons. ISBN 978-84-7248-956-1.
- 2003. El lirio de Florencia. Vigo: Editorial Trymar. ISBN 978-84-95758-25-5. Sinopse da novela.
- 2009. The Cathedral Choir. Santiago de Compostela: S.A. de Xestión do Plan Xacobeo. ISBN 978-84-9276-400-6.
- 2009: Guía de la Catedral de Lugo. Santiago de Compostela: S.A. de Xestión do Plan Xacobeo. ISBN 978-84-937139-1-1.
- 2009. La ciudad de Lugo en los siglos XII al XV. A Coruña: Fundación Pedro Barrié de la Maza. ISBN 978-84-95892-71-3.